# 圣德梅特里奥-科罗内
圣德梅特里奥-科罗内（義大利語：San Demetrio Corone），是意大利科森扎省的一个市镇。总面积57平方公里，人口3697人，人口密度64.9人/平方公里（2009年）。ISTAT代码为078114。